# Loa
Loa és una població dels Estats Units a l'estat de Utah. Segons el cens del 2000 tenia 525 habitants.

## Demografia
Segons el cens del 2000, Loa tenia 525 habitants, 165 habitatges, i 134 famílies. La densitat de població era de 230,3 habitants per km².
Dels 165 habitatges en un 46,1% hi vivien nens de menys de 18 anys, en un 74,5% hi vivien parelles casades, en un 3,6% dones solteres, i en un 18,2% no eren unitats familiars. En el 16,4% dels habitatges hi vivien persones soles el 10,3% de les quals corresponia a persones de 65 anys o més que vivien soles. El nombre mitjà de persones vivint en cada habitatge era de 3,14 i el nombre mitjà de persones que vivien en cada família era de 3,56.
Per edats la població es repartia de la següent manera: un 37% tenia menys de 18 anys, un 10,1% entre 18 i 24, un 21% entre 25 i 44, un 18,3% de 45 a 60 i un 13,7% 65 anys o més.
L'edat mediana era de 28 anys. Per cada 100 dones de 18 o més anys hi havia 97 homes.
La renda mediana per habitatge era de 33.750 $ i la renda mediana per família de 35.341 $. Els homes tenien una renda mediana de 25.357 $ mentre que les dones 21.250 $. La renda per capita de la població era de 18.842 $. Entorn del 8,5% de les famílies i l'11,7% de la població estaven per davall del llindar de pobresa.

## Poblacions més properes
El següent diagrama mostra les poblacions més properes.